# Manoir de la Courtinière
Le manoir de la Courtinière est situé à Beaumont-en-Véron (France).

## Situation
Le manoir est situé sur la commune de Beaumont-en-Véron, dans le département d'Indre-et-Loire, en région Centre-Val de Loire.

## Description
Le manoir est une ancienne ferme dépendant du prieuré de Beaumont-en-Véron. Il conserve un portail d'entrée surmonté d'une galerie qui devait limiter un chemin de ronde, et quelques vestiges de façades sur la cour présentant une décoration originale de pilastres et motifs sculptés. Ces parties, qui appartiennent au XVIe siècle, peuvent être soit les vestiges d'un ensemble aujourd'hui démoli, soit les prémices d'une belle ferme dont la construction a été abandonnée en cours d'exécution. Au nord-est de la cour se trouvent les restes de l'ancienne chapelle.

## Historique
Construit dans le premier quart du XVIe siècle, il est remanié à la fin du XVIe siècle. En 1636, il est acquis par Roland Tardif, puis passe à Jehan Dreux, au XVIIIe siècle, à François Mangot, conseiller du roi en la grande chancellerie, à Augustin Pierre Quirit de Coulaine et à Denis du Moustier de 1824 à 1830.
Le monument fait l’objet d’une inscription au titre des monuments historiques depuis le 6 mai 1927 (éléments protégés : la porte d'entrée et les façades sur la cour).